# Notochoerus
A Notochoerus az emlősök (Mammalia) osztályának párosujjú patások (Artiodactyla) rendjébe, ezen belül a disznófélék (Suidae) családjába és a fosszilis Tetraconodontinae alcsaládjába tartozó nem.

## Előfordulásuk
A Notochoerus-fajok maradványait Ugandában és Etiópiában fedezték fel. Ezek az állatok a miocén és pliocén korokban fordultak elő.

## Megjelenésük
Ez az emlősnem a valaha létező legnagyobb testű disznókat foglalja magába. Az átlagos felnőtt állatok 450 kilogrammosak lehettek. Meglehet, hogy ezek a disznók a Nyanzachoerus-fajok leszármazottai. Mint más Tetraconodontinae kanok esetében, a Notochoerus kanok koponyáin is zománccal borított kinövések voltak.

## Rendszerezésük
A nembe az alábbi 4 faj tartozik:
- †Notochoerus capensis - típusfaj
- †Notochoerus clarki[3]
- †Notochoerus euilus
- †Notochoerus scotti

## Fordítás
- Ez a szócikk részben vagy egészben  a   Notochoerus című angol Wikipédia-szócikk ezen változatának fordításán alapul.  Az eredeti cikk szerkesztőit annak laptörténete sorolja fel. Ez a jelzés csupán a megfogalmazás eredetét és a szerzői jogokat jelzi, nem szolgál a cikkben szereplő információk forrásmegjelöléseként.